# Lockheed T-33 Shooting Star
Pour les articles homonymes, voir T-33.
Le Lockheed T-33 Shooting Star est un avion d'entraînement construit par les États-Unis à la fin des années 1940. Il provient du développement du Lockheed P-80/F-80 Shooting Star, désigné initialement TP-80C/TF-80C. Construit à plus de 6 500 exemplaires, le T-33 a été utilisé pour former les pilotes d'une trentaine de pays différents. Malgré son âge, il reste utilisé par des civils comme warbird. Il a été retiré du service en 2017 par son dernier utilisateur militaire, la Bolivie.

## Conception
Dès le début des développements du F-80, Lockheed avait proposé une version biplace pour l'entraînement des pilotes. Il fallut attendre juin 1947 pour que l'USAAF se déclare intéressée, à la suite du taux d'accident élevé constaté dans ses unités. Un F-80C fut alors modifié par ajout d'un second siège dans un fuselage allongé de 128 cm. Afin de compenser la réduction de la capacité des réservoirs de carburant du fuselage, les ailes furent modifiées pour pouvoir en stocker davantage. Afin de compenser l'augmentation de poids, seules deux des six mitrailleuses furent conservées.
Désigné TP-80C, ce prototype fit son premier vol le 22 mars 1948. En mai 1949, cette désignation fut changée en T-33A. Premier avion d'entraînement à réaction, à une époque où toutes les armées de l'air commençaient leur transformation sur ce type d'avion, le T-33 eut beaucoup de succès : la production totale atteignit 6557 exemplaires (dont 655 construits sous licence au Canada et 210 autres au Japon) qui furent utilisés par une trentaine de pays différents.
Au milieu des années 1950, l'US Navy a obtenu environ 140 TV2-1/T-1A Sea Star avec une crosse d'appontage et une structure renforcée pour résister aux rudes atterrissages sur porte-avions ainsi qu'à la corrosion due à l'humidité et au sel.
Le T-33 a servi de base à la conception du Lockheed F-94 Starfire.

## Conception et développement
Le T-33 a été développé à partir du Lockheed P-80 Shooting Star par allongement du fuselage d’environ 3 pieds (1 m) et adjonction d'un deuxième siège, instrumentation et commandes de vol. Il fut d'abord désigné comme une variante du P-80/F-80 : TP-80C/TF-80C.
Le travail a commencé en 1943 avec un premier vol le 8 janvier 1944.
Successeur du Bell P-59, le P-80 devint le premier chasseur à réaction à équiper un escadron entier de l'US Army Air Force.
Quand des jets plus avancés entrèrent en service, le F-80 prit un autre rôle : l’entraînement des pilotes. Le T-33 biplace fut étudié pour l’entraînement (transformation) des pilotes certifiés pour les avions à hélices.
D'abord désigné TF80-C le T-33 fit son premier vol le 22 mars 1948 la production aux États-Unis eut lieu de 1948 à 1959. L'US Navy l'utilisa comme formateur basé à terre dès 1949. Il était désigné TV-2, puis T-33B en 1962. La Navy utilisa quelques-uns des P-80C de l'USAF (TO-1 devenus TV-1 un an plus tard). Une version embarquée du P-80/T-33 fut développée ensuite par Lockheed menant au T2V-1/T-1A SeaStar. Au total 6557 Shooting Star furent produits dont 5691 par Lockheed.

## Histoire opérationnelle
Le T-33 s'est avéré être un bon appareil de transformation et en plus de son utilisation principale, il a été affecté à d'autre tâches comme le remorquage de cible ou l'entraînement au tir, étant alors équipés de deux mitrailleuses de 12.7mm (0.50 inch caliber) nasales. Dans certains pays d'Amérique du Sud et d'Asie du Sud-Est, le T-33 a été utilisé comme chasseur/appareil de lutte anti-guérilla (AT-33A) par l'adjonction de pylônes d'emport sous voilure permettant la délivrance de 900kgs (2000lbs) de bombes ou 8 roquettes HVAR (High Velocity Aircraft Rocket) d'un calibre équivalent à 12.7cm (5 inches). La version RT-33A, version de reconnaissance produite principalement à l'export, comporte deux caméras installées dans un carénage nasal et des équipements supplémentaires en place arrière. L'US Air Force a mis en œuvre certains appareils modifiés (DT-33A) permettant de télépiloter des drones à partir de la base de Tyndall (Floride) dans le cadre de l'exercice de défense aérienne bisannuel William Tell. De son côté, la marine américaine en a converti plusieurs en drones télépilotés (QT-33A) pour des essais, opérant depuis les bases californiennes de Point Mugu et de China Lake.
Le T-33A a servi dans plus de 30 pays. Canadair a construit 656 T-33 sous licence pour servir dans l'Aviation royale canadienne sous le nom de Canadair CT-133 Silver Star ; Kawasaki en a fabriqué 210 au Japon. D'autres opérateurs comme le Brésil, la Turquie et la Thaïlande ont largement utilisé le T-33. Les quatre T-33 de l'aviation cubaine ont joué un important rôle dans le débarquement de la baie des Cochons.
Dans les années 1980, un essai fut effectué pour moderniser le T-33 en Boeing Skyfox. Le manque de commandes a fait capoter le projet. Près de 70 % de la cellule du T-33 était conservée dans le SkyFox et il était propulsé par deux turboréacteurs Garrett TFE731-3A.
La Bolivie a retiré du service ses 4 derniers T-33 en juillet 2017, mettant ainsi fin à la carrière opérationnelle de cet aéronef dans le monde.

## Variantes

### USAF

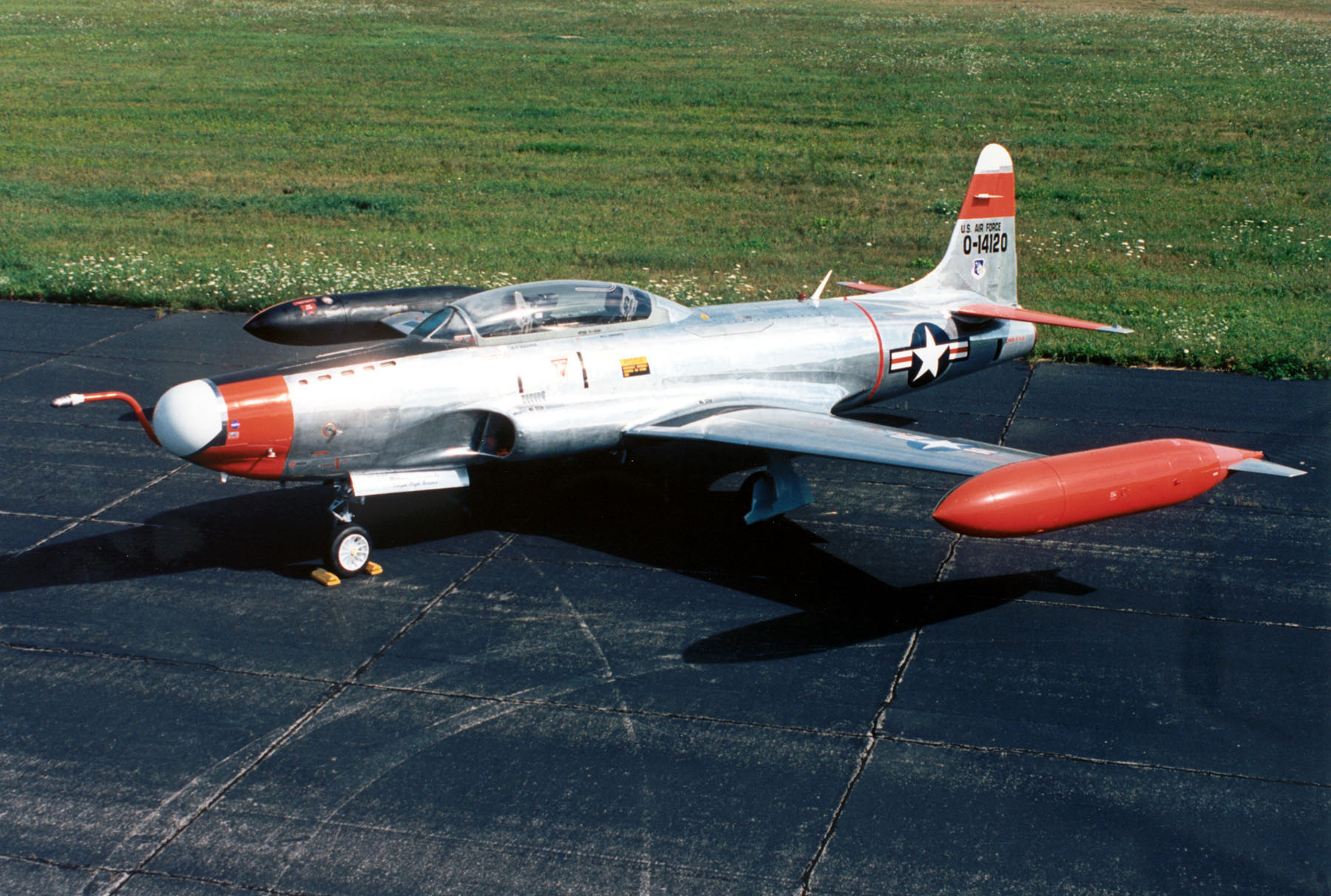
Lockheed NT-33A USAF

- T-33A : avion d'entraînement à deux places
- AT-33A : version d'attaque du T-33A
- DT-33A : adaptation en directeurs de drones
- NT-33A : exemplaire modifié en avion de tests à stabilité variable. Il a été utilisé par Calspan pour tester de nouveaux systèmes de commandes de vol et corriger les erreurs de systèmes embarqués d'autres appareils. Il a par exemple contribué à corriger le défaut des commandes de vol qui a causé le crash du premier prototype du Saab JAS 39 Gripen en 1989. Il a également participé au développement du prototype YF-22. En service depuis 1957, il a été remplacé au cours des années 1990 par le F-16 VISTA, dont les ordinateurs ont une capacité de calcul dix fois plus importante[2].
- QT-33A : adaptation en drones cibles
- RT-33A : version monoplace de reconnaissance de l'AT-33A.

### US Navy
- TO-1/TV-1 : adaptation U.S. Navy du P-80C, dont 50 exemplaires sont transférés à la Navy en 1949 comme avions d'entraînement (pas strictement des T-33)
- TO-2 : biplace pour base terrestre pour l'entraînement de la Navy. C'est précisément la version Navy du T-33A, ensuite remodelé en TV-2.
- TV-2KD : TV-2 transformés en directeurs de drones
- T-33B : remodelage du TV-2 en 1962 dans la Navy
- DT-33B : remodelage du TV-2D de la Navy
- TV-2KD : remodelage du TV-2KD de la Navy

### Canada
- Canadair CT-133 Silver Star : version pour la RCAF/ Forces armées canadiennes (également employé pour les communications, le ciblage et la guerre électronique). Il fut construit sous licence par Canadair (maintenant une filiale de Bombardier Aéronautique) et intègre plusieurs modifications comme un réacteur Rolls-Royce Nene et des réservoirs en bout d'ailes totalement différents.

### France
Le T-33 « T-Bird » fut utilisé par l'Armée de l'Air française à partir du 18 juillet 1951, par l'École de Chasse Christian Martell basée à Meknès au Maroc. Le 6 mars 1961, l'école d'aviation de chasse, en provenance de Meknès, s'installa avec ses T-33 à la base de Tours, qui devint la base aérienne 705. Le 19 novembre 1981, l'école de chasse était entièrement équipée d'Alpha Jet E et abandonna définitivement les T-33.
En tout, 203 T-33A et 6 RT-33 servirent dans l’Armée de l’Air française, et 3 327 élèves furent formés à ses commandes en quelque 478 110 heures de vol.

## Utilisateurs

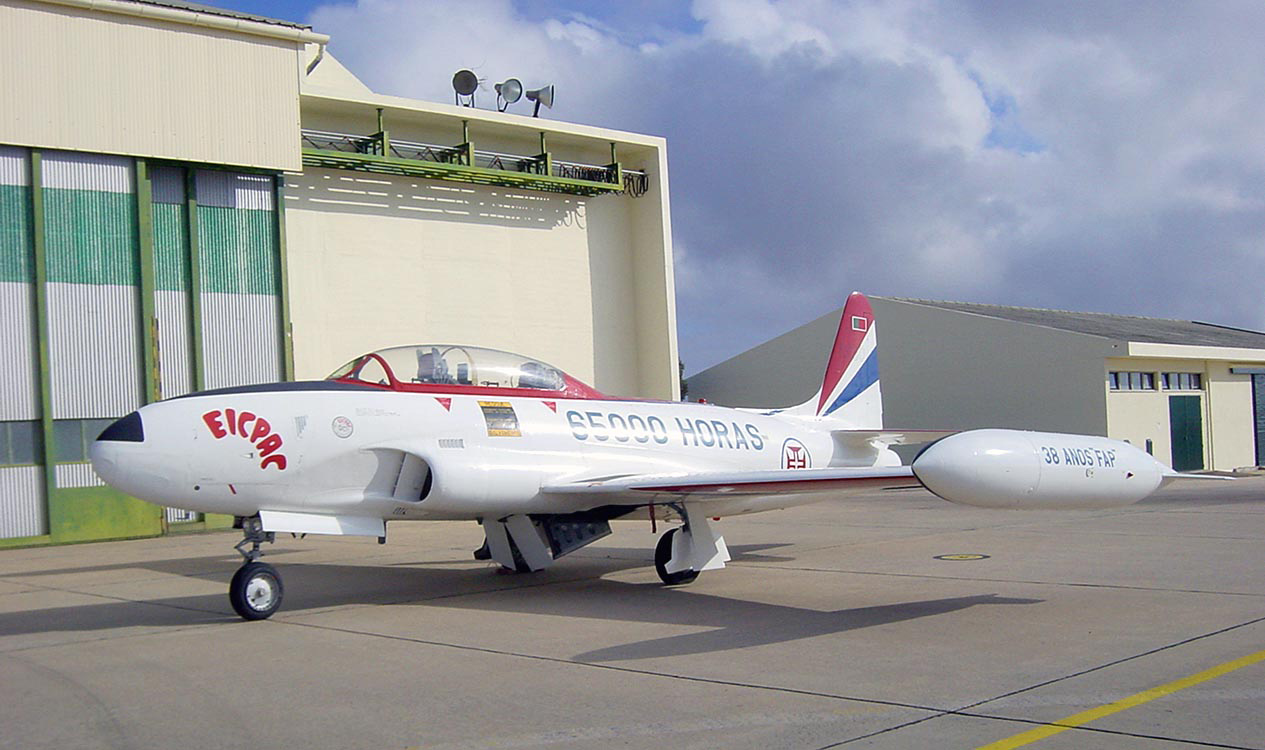
T-33 de l'armée de l'air portugaise

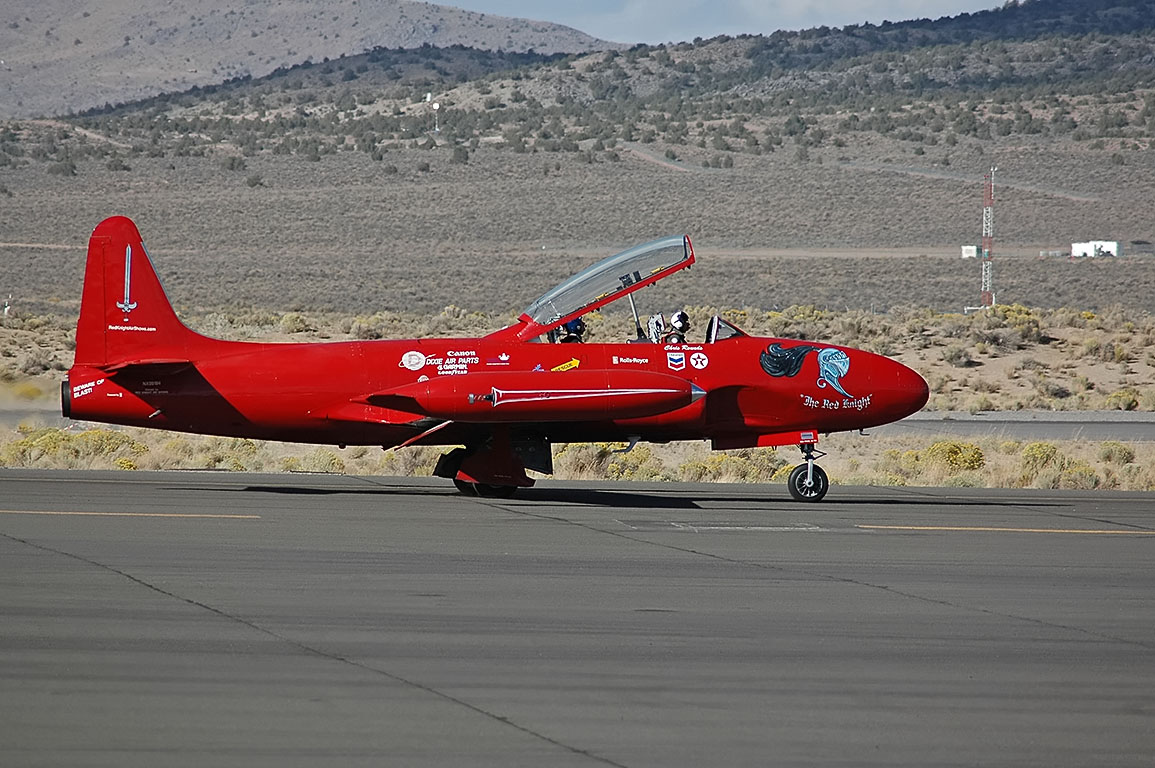
Un CT-133 canadien

| - Belgique - Bolivie - Brésil - Birmanie - Canada - Chili - Colombie - Cuba - Danemark - Équateur - Salvador - France - Allemagne - Grèce - Guatemala - Indonésie - Iran - Italie - Japon - Libye | - Mexique - Pays-Bas - Nicaragua - Norvège - Pakistan - Paraguay - Pérou - Philippines - Portugal - Arabie saoudite - Singapour - Corée du Sud - Espagne - Taïwan - Thaïlande - Turquie - États-Unis: US Air Force, US Navy - Uruguay - Venezuela - Yougoslavie |

### Développement lié
- Lockheed P-80 Shooting Star
- Canadair CT-133 Silver Star
- Lockheed T2V/T-1A Seastar
- Lockheed F-94 Starfire
- Boeing Skyfox

### Aéronefs comparables
- T-38 Talon
- T-2 Buckeye